# Ceratostylis alpina
Ceratostylis alpina är en orkidéart som beskrevs av Johannes Jacobus Smith. Ceratostylis alpina ingår i släktet Ceratostylis och familjen orkidéer. Inga underarter finns listade i Catalogue of Life.